# Mistrzostwa świata U-21 w koszykówce kobiet
Mistrzostwa świata U-21 w koszykówce kobiet (oficjalna nazwa: FIBA Under-21 World Championship for Women) – mistrzostwa świata w koszykówce kobiet do lat 21 zainaugurowane w 2003 roku. Rozegrano jedynie dwie edycje (2003, 2007) mistrzostw w czteroletnim odstępie.

## Medaliści
| Rok  | Gospodarz        | Mecz o złoto      | Mecz o złoto | Mecz o złoto | Mecz o brąz | Mecz o brąz | Mecz o brąz |
| Rok  | Gospodarz        | Złoto             | Wynik        | Srebro       | Brąz        | Wynik       | 4. miejsce  |
| ---- | ---------------- | ----------------- | ------------ | ------------ | ----------- | ----------- | ----------- |
| 2003 | Szybenik         | Stany Zjednoczone | 71–55        | Brazylia     | Francja     | 80–66       | Chorwacja   |
| 2007 | Obwód moskiewski | Stany Zjednoczone | 96–73        | Australia    | Francja     | 67–61       | Rosja       |

## Bilans medalistów
| Miejsce | Kraj              | Złoto | Srebro | Brąz | Razem |
| ------- | ----------------- | ----- | ------ | ---- | ----- |
| 1       | Stany Zjednoczone | 2     | 0      | 0    | 2     |
| 2       | Brazylia          | 0     | 1      | 0    | 1     |
| 2       | Australia         | 0     | 1      | 0    | 1     |
| 4       | Francja           | 0     | 0      | 2    | 2     |

## Szczegóły występów
| Team              | 2003 | 2007 | Razem |
| ----------------- | ---- | ---- | ----- |
| Argentyna         | 10   |      | 1     |
| Australia         | 5    | 2    | 2     |
| Belgia            |      | 5    | 1     |
| Brazylia          | 2    | 8    | 2     |
| Kanada            |      | 6    | 1     |
| Chiny             | 7    | 11   | 2     |
| Chorwacja         | 4    |      | 1     |
| Czechy            | 9    |      | 1     |
| Francja           | 3    | 3    | 2     |
| Węgry             |      | 7    | 1     |
| Japonia           |      | 10   | 1     |
| Korea Południowa  | 11   |      | 1     |
| Łotwa             | 8    |      | 1     |
| Mali              |      | 12   | 1     |
| Rosja             | 6    | 4    | 2     |
| Hiszpania         |      | 9    | 1     |
| Tunezja           | 12   |      | 1     |
| Stany Zjednoczone | 1    | 1    | 2     |
| Razem (18)        | 12   | 12   |       |